# 耶律喜隱
耶律喜隱（？—982年）字元德，辽国宗室。契丹人。耶律李胡之子。雄伟善骑射，封赵王。

## 经历
应历十年（960年），谋反事发，遼穆宗亲自审问，因他是宗室，释放了他。不久，又反叛，被捕入狱。辽景宗即位，耶律喜隐听说有赦免令，自己去掉刑具而上朝。景宗怒曰：“汝罪人，何得擅离禁所。”诏令诛杀看守，又将耶律喜隐关进监狱。到改元保宁，才放了他，并与皇后萧绰的姐姐萧氏结婚，复爵位，封宋王。耶律喜隐轻僄无恒心，稍微得志便骄傲。皇上曾召见他，迟到，皇上怒而鞭之，于是愤怨谋乱。被贬不久而又受召见，恰见辽景宗写给刘继元的信，辞意卑逊，谏曰 ：“本朝于汉为祖，书旨如此，恐亏国体 。”（本朝对北汉来说是前辈，像信中这样措辞，恐怕会有损国格吧。）景宗便更改。授西南面招讨使，命令他到河东搜索吐蕃人，开始使用耶律喜隐。耶律喜隐又诱使一群小人阴谋叛乱，景宗命人以器械绑其手足，在祖州盖监狱囚禁他。有宋朝降兵二百余人打算劫狱立喜隐为王，因监狱城坚进不去，就立耶律喜隐之子耶律留礼寿，上京留守击败乱军活捉耶律留礼寿，并判其死刑，赐耶律喜隐死。

## 相關影視作品及演員
- 2020年《燕雲台》：季晨飾演

## 传記資料
- 《遼史》卷72 列传第2